# Wehrsteg

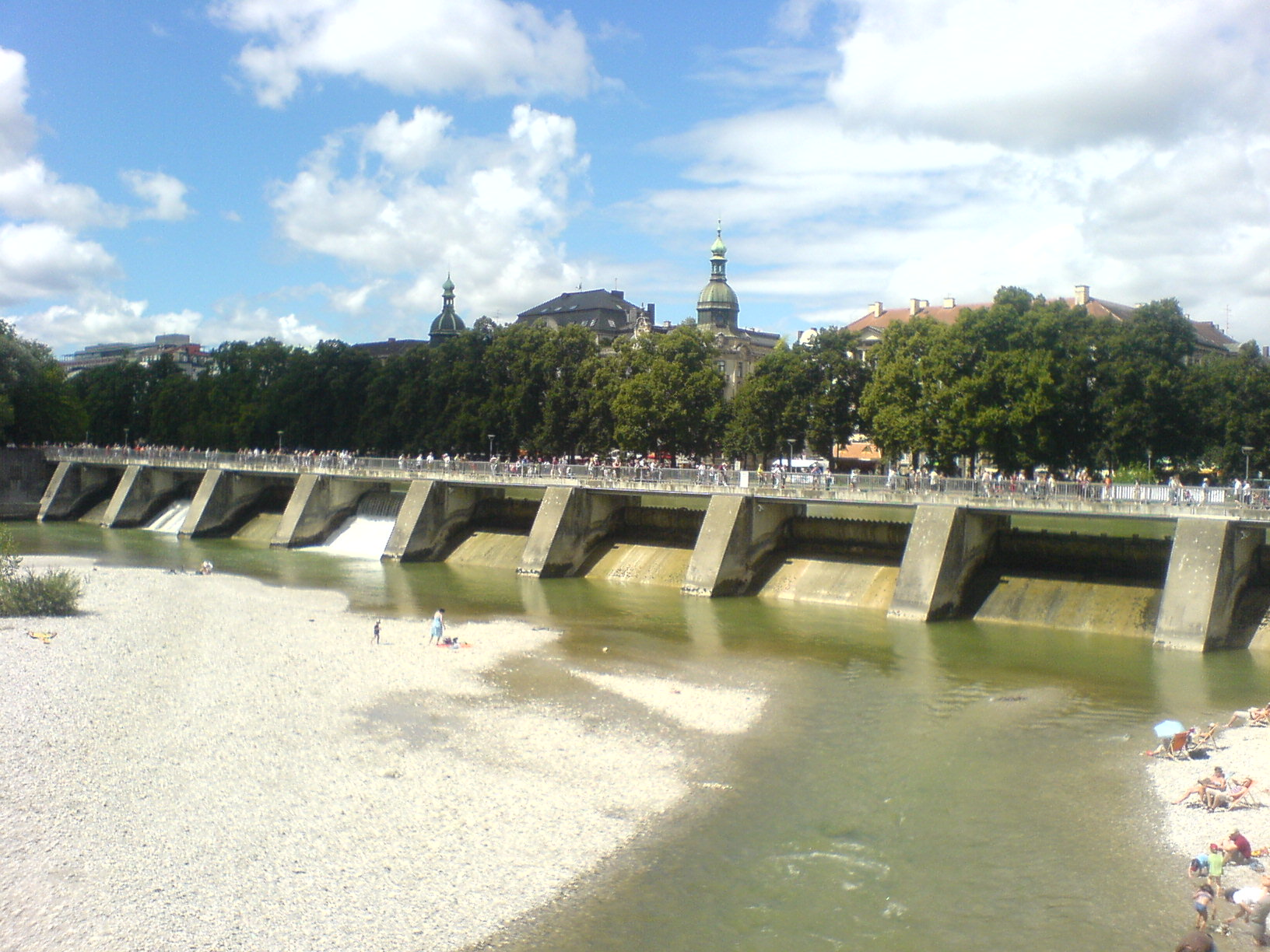
Der Münchner Wehrsteg

Ein Wehrsteg ist eine Brücke, die ein Wehr überquert. 
Der Steg ist meist für Fuß- und Radverkehr konzipiert, bei breiteren Wehren können auch Kraftfahrzeuge zugelassen sein. 
Oft war ein solcher Steg ursprünglich lediglich ein Werksteg für Wartungs- und Reparaturarbeiten an dem Wehr, der nicht für die Öffentlichkeit freigegeben war. 
Beispiele:
- Flauchersteg in München
- Praterwehrbrücke in München, auch für Kraftfahrzeuge zugelassen
- Staustufe Koblenz
- Wehrsteg in Heidelberg
- Wehrsteg in München